# Wiulen Ajwazjan
Wiulen Ajwazjan (orm. Վիուլեն Այվազյան, ur. 1 stycznia 1995) – ormiański piłkarz, napastnik, zawodnik Szirak Giumri. Młodzieżowy reprezentant Armenii.